# Max Wertheimer
Max Wertheimer (Prága, 1880. április 15. – New Rochelle, New York, USA, 1943. október 12.) cseh pszichológus.
Megalapítója volt 1912-ben Wolfgang Köhlerrel és Kurt Koffkával a pszichológia alaklélektani irányának, melynek fő érdeklődési területe a percepció volt, de a méretmegítélést, a mozgásfelismerést és a színek különböző megvilágításban történő felismerését is vizsgálták.

## Életpályája
Az alaklélektan (Gestaltpszichológia) egyik fő képviselője, aki 1880-ban született Prágában. Gyermekkorában igen tehetséges volt a matematika, az irodalom, a filozófia és a zene területén is. A zene pszichológiai munkássága során is jelentős szerepet játszott, előadásain rendszeresen egy zongorának is jelen kellett lennie. Mielőtt azonban a filozófia és a pszichológia felé fordult volna, jogtudománnyal is foglalkozott.
1901 és 1903 között a Berlini Egyetemen, majd a Würzburgi Egyetemen tanult, ahol 1904-ben summa cum laude szerezte meg diplomáját. A doktori disszertációját a hazugság felderítéséről írta, valamint kifejlesztett egy tesztet is a tanúskodás hitelességének vizsgálatára is. Az egyetem után katonatisztnek állt, és hanglokációs kutatásokat vezetett. 1916 és 1929 között a berlini egyetem ún. Privatdozense volt. Ezalatt a Gestalt-pszichológia másik két meghatározó alakjával, Köhlerrel és Koffkával, valamint a neurológus Kurt Goldsteinnel együtt megalapította a Psychologische Forschung ( Pszichológiai kutatások) című folyóiratot, melynek első 20 kiadása során Wertheimer, mint szerkesztő tevékenykedett.
Jelentős pszichológiai munkássága ellenére 1929-ig nem kapott professzori kinevezést, ez a kései elismerés betudható volt zsidó származásának, valamint publikációinak is. Majd a II. világháború, és a növekvő náci fenyegetés miatt az Amerikai Egyesült Államokba emigrált, ahol az Európából menekült tudósok számára létrehozott New York-i New School for Social Research-ben (Társadalmi Kutatások Új Iskolája) vállalt munkát.
1936-tól Köhlerrel együtt a Kísérleti Pszichológusok Társaságának tagja lesz, de mindemellett az oktatási kérdések is érdeklik, ezt jelzi John Deweyvel indított közös rádióműsora is. Végül közvetlenül az 59. születésnapja előtt kapta meg az amerikai állampolgárságot, majd 1943. október 12-én szívkorona-elégtelenségben hunyt el New Rochell-ben. Halála után, 1945-ben jelent meg leghíresebb könyve a Productive Thinking (Termékeny gondolkodás), mely olyan emberekkel készített interjúkon alapul, akik híres problémamegoldók voltak, mint például Albert Einstein.

## Pszichológiai munkássága
1910-ben Wertheimer olyan felfedezést tett, mely megalapozta a Gestaltpszichológia létrejöttét. A Rajna-vidékre tartva útközben felismerte, hogy a mozgás élményének átélése, még abban az esetben is, ha nem történik valódi elmozdulás, fontos a pszichológiában, ugyanis ez alapján kijelenthetjük, hogy a mozgás élménye, a percepció nem szükségképpen függ a szenzoros ingerléstől. Ez azt jelenti, hogy a teljes élmény, az észlelet nem egyenlő a bejövő szenzoros ingerek összességével, ami ellentmond az eddig uralkodó strukturalizmus nézeteivel.
Frankfurtban Wertheimer egy stroboszkóppal (olyan eszköz, mely állóképek sorozatát vetíti elénk, ezáltal a képeken lévő alakok látszólagos mozgását eredményezi) kísérleteket végzett, majd a frankfurti Akadémián kapcsolatba lépett Friedrich Schumannal, akinek tachisztokópját ( olyan szerkezet, mely igen rövid időre fényt villant fel) használva vizsgálta a látszólagos mozgás jelenségét. A kísérletei során elkezdte használni a phi-jelenség elnevezést a látszólagos mozgás leírására, és két másik fiatal pszichológust, Wolfgang Köhlert és Kurt Koffkát is bevonta a vizsgálatokba.
A kísérletekről 1912-ben jelentette meg Experimental Studies on the Seeing of Motion (A mozgáslátás kísérleti vizsgálatai) című művét, melyet gyakran a Gestaltpszichológia kezdeteként tartanak számon. A látszólagos mozgás jelenségét először Wundt írta le a tanult szemmozgásokkal magyarázva, de Wertheimer kísérleteinek jelentősége abban állt, hogy bebizonyította az észlelet, azaz a percepció nem egyszerűsíthető le a szenzoros ingerekre, és a kritikai vizsgálataival megcáfolta Wundt magyarázatát.
A Productive Thinking című írásában a Gestalt-elveket felhasználva úgy találta, hogy a problémamegoldás a probléma egészétől halad lefelé, a részletek felé, és nem fordítva, ahogy például a magolás történik. Eszerint a tanulás a probléma lényegének megragadásán alapszik, tehát a kognitív feszültség egészen a probléma megoldásáig fennmarad.

## A Gestaltpszichológia hatása
Az alaklélektan jelentősen hozzájárult a tanulás- és a problémamegoldás megismeréséhez. Elmondhatjuk, hogy napjaink kognitív pszichológiája, melynek szerves része a problémamegoldás, a gestaltpszichológiából fejlődött ki.